# Simon Hale

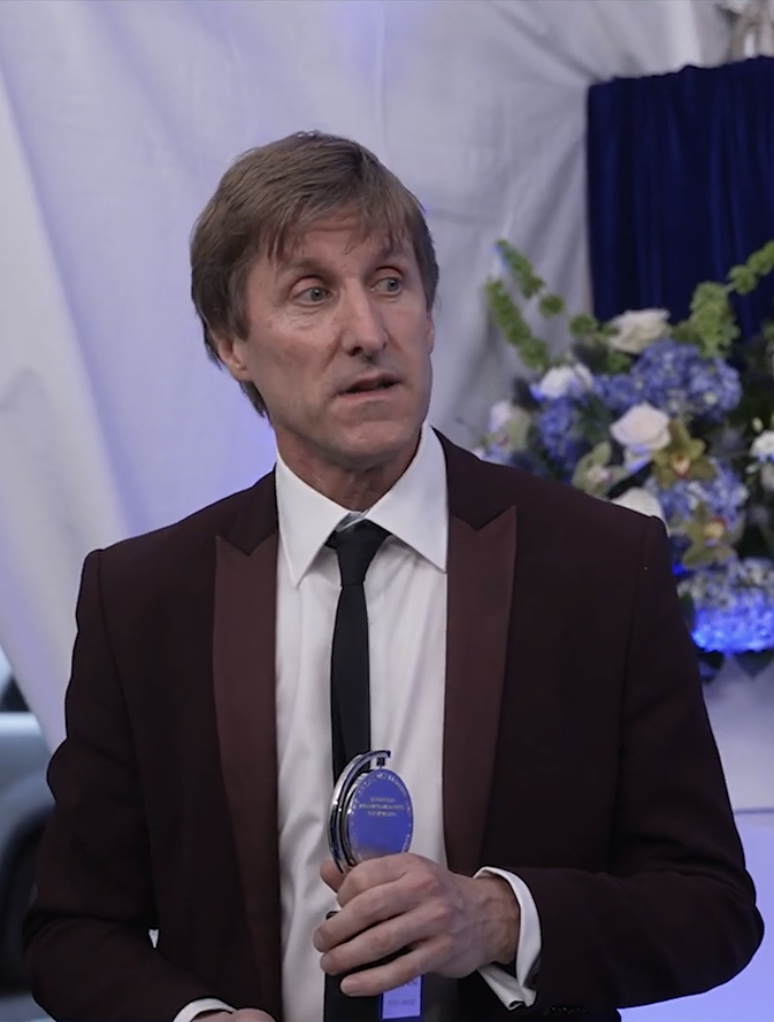
Simon Hale (2022)

Simon Hale (* 23. April 1964 in Birmingham, West Midlands, England) ist ein britischer Komponist, Arrangeur und Keyboarder.

## Leben
Hale wuchs in den englischen Midlands auf, abwechselnd in seiner Geburtsstadt Birmingham und Süd-Manchester. Sein Vater, Tony Hale, war Vorstand der Abteilung für Musik und Musikprogrammierung bei Capital Radio. Als Kind erhielt er klassischen Klavier- und später auch Geigenunterricht.
Hale ist mit der englischen Sopranistin und Bühnenschauspielerin Claire Moore verheiratet. Moore stand bereits in diversen Musicals wie auch für Opern und Theaterstücke auf der Bühne, ihre bislang bekannteste Rolle war die der Christine in Andrew Lloyd Webbers Phantom der Oper. Das Paar lebt und arbeitet in London.

## Karriere
Nach dem Schulabschluss zog Hale nach London, wo er zwischen 1982 und 1985 am Goldsmiths College der städtischen Universität zugleich Darstellende Kunst und Komposition studierte. Im Rahmen seines Studiums belegte er zusätzlich einen Filmmusik-Kurs in den USA. Am Valley College in Los Angeles komponierte er in dieser Zeit seine Suite East Fourteen für Klavier und Streicher. 1992 spielte er mit Tim Garland, Dave O’Higgins, Noel Langley, Rald Salmins und Streichern seine Suite ein; das Arrangement für Klavier, Trompete, Flügelhorn, Tenor-Saxophon, Streicher und Schlaginstrumente wurde über EFZ Records als CD veröffentlicht.
Bis 1994 arbeitete er als Studiomusiker, beispielsweise mit der Jazzrock-Band System X. Danach widmete er sich hauptsächlich seiner Arbeit als Filmkomponist und Arrangeur, u. a. für die Sänger Will Young, Hurts, Madness, Jamiroquai, Charlotte Church, Duncan Sheik, Björk, Incognito, Supergrass, The Beautiful South, George Benson, Robin Gibb und Josh Groban.
Für Duncan Sheik arrangierte er außerdem dessen Beitrag zum Soundtrack von Ein Zuhause am Ende der Welt sowie das Broadway-Musical Frühlings Erwachen. Das Musical gewann acht Tonys bei der Verleihung 2007, Hale und Sheik wurden für die „beste Orchestrierung“ ausgezeichnet. Die Studioaufnahme des Original-Ensembles gewann 2008 einen Grammy für das beste Musical-Album.
Im Januar 2008 trat er mit der Band The Bays als Teil des Fresh Festivals in der Philharmonic Hall Liverpool auf. Das Konzert wurde vollständig improvisiert – sämtliche orchestralen Anteile inbegriffen, diese wurden von Simon und John Metcalfe live auf der Bühne geschrieben.
2009 orchestrierte er Songs of Love & Loss, das siebte Studioalbum und erste Coveralbum der australischen Singer-Songwriterin Tina Arena.
Für das Lincoln Center Theater orchestrierte er deren Produktion des Musicals Women on the Verge of a Nervous Breakdown, das am 4. November 2010 am Belasco Theater (Broadway) einzug hielt. Die Produktion war im Mai 2011 für einen Drama Desk Award für „Outstanding Orchestration“ (herausragende Orchestrierung) nominiert.
Hale schrieb und orchestrierte Chor-Arrangements für den Auftritt des Sängers Ray Davies in der Royal Festival Hall als Teil des Meltdown Festivals im Juni 2011.
Gemeinsam mit Andrew Hale verfasste er den Soundtrack zu L.A. Noire, an dessen Einspielung er auch als Pianist, Arrangeur und Dirigent beteiligt war. Die Filmmusik gewann einen BAFTA für die beste „Original Music“ (speziell für einen Film geschriebener Score).
2011 orchestrierte er eine neue Produktion von Stephen Sondheims Company für die Sheffield Theatres.
Im Frühjahr 2012 schrieb Hale zu der Thronjubiläums-Hymne „Sing“ von Gary Barlow und Andrew Lloyd Webber das entsprechende Arrangement für den Beitrag des Sydney Symphony Orchestra. Für Barlows Musical-Debüt Finding Neverland arbeitete Hale erneut mit dem Singer-Songwriter zusammen, sowohl 2014 für die Vorab-Produktion im A.R.T. (American Repertory Theater, Teil der Volluniversität Harvard) in Cambridge MA als auch Anfang 2015 für die Eröffnung am Broadway.
Für seinen Beitrag zum Album In the Lonely Hour des britischen Singer-Songwriters Sam Smith erhielt Hale 2015 eine Grammy-Nominierung, er arrangierte und orchestrierte auch Smiths Song Writing’s on the Wall, den Titelsong des 24. James-Bond-Films Spectre. Im September 2022 erschien mit Unholy eine weitere Produktion für Smith.